# Casa Thomas
La Casa Thomas és un edifici situat al carrer de Mallorca, 291-293 de Barcelona, catalogat com a bé cultural d'interès local. Fou projectat el 1895 per Lluís Domènech i Montaner i ampliat el 1912 pel seu gendre, Francesc Guàrdia i Vial, i rehabilitat el 1980 per Cristian Cirici i Alomar.

## Història
El fotogravador i impressor Josep Thomas i Bigas tenia el seu establiment a la Gran Via i la prosperitat del seu negoci el portà a construir una nova seu al carrer de Mallorca que fos també la seva residència familiar. El projecte fou encarregat al seu parent l'arquitecte Lluís Domènech i Montaner, en un solar i fou construït entre 1895 i 1898. El pis principal va ser destinat a domicili de Josep Thomas, la seva dona Mercè Corrons i els seus dos fills bessons Eudald i Josep. En l'actualitat l'ocupa el bufet d'advocats Antràs Associats.
En aquest edifici es desenvolupà una de les més cèlebres impremtes d'Europa, treballant amb tota classe de tècniques de reproducció d'imatges conegudes fins aleshores: col·lagrafia, autotípia, litografia, cromotípia, fototípia, tricromia, etc. Produí targetes postals, llibres, revistes, cartells i cromos fins a la dècada del 1940. En l'actualitat, el gran local de planta baixa acull l'establiment de mobiliari de disseny Cubiñà.
L'any 1912, Eudald i Josep Thomas contractaren l'arquitecte Francesc Guàrdia i Vial (gendre de Domènech) per a convertir-lo en un edifici d'habitatges de lloguer. Aquesta ampliació, feta amb l'autorització de Domènech i Montaner, respectà l'estil inicial i va consistir en l'afegit de tres pisos i unes tribunes a les bandes de la façana. El coronament original va ser traslladat a la darrera planta.
L'any 1980 s'hi van fer noves obres de restauració a càrrec de l'arquitecte Cristian Cirici i Alomar, que va rebre el Premi Nacional de Restauració.

## Descripció
Comprèn semisoterrani, planta baixa, principal, tres pisos, àtic i terrat transitable. Depassant la línia de la cornisa, un parell de torres que es corresponen amb el nivell de l'àtic, flanquegen el terrat i donen a l'edifici un particular perfil que trenca l'exacta simetria de l'edifici. La composició general de la façana consisteix en un cos central més ampli flanquejat per dos cossos laterals rematats per aquestes torres. La façana presenta dos accessos principals idèntics, per bé que l'accés meridional és el que condueix al taller mentre el septentrional dona accés al vestíbul de l'escala de veïns.
La façana estructura les seves obertures en eixos de ritme regular, però amb una composició força particular, donada la gran varietat formal de finestres, balcons i tribunes. La planta baixa mostra una façana feta íntegrament de pedra i aquesta s'obre al carrer per mitjà de tres portals: el portal central, consistent en un arc escarser motllurat de gran llum és, en realitat un enorme finestral que proporciona llum i ventilació al local de planta baixa i al semisoterrani. Els carcanyols d'aquest arc estan ornats amb dos medallons de pedra amb les inicials del propietari sobre un llit de fulles esculpides. Tanmateix, el major interès d'aquest arc de proporcions colossals és la reixa de tancament del semisoterrani i la barana del local, fetes de ferro forjat amb motius florals.
A banda i banda d'aquest gran arc, els dos portals que donen accés a la botiga i l'escala de veïns, s'obren per mitjà d'un arc deprimit convex coronat per un segon arc ogival sostingut per un mainell de capitell vegetal. Aquest mainell serveix, al mateix temps, de basament dels grans permòdols que sostenen la llosana pètria de les tribunes dels cossos laterals. Aquestes tribunes estan lligades entre sí per mitjà del gran balcó corregut del pis principal, ornat amb una barana de pedra a base de rams de gira-sols entrellaçats. A partir del pis principal, la façana presenta llurs murs acabats amb rajoles de ceràmica vidrada de tons blavosos i daurats, a base d'àligues i flors i algunes esferes en relleu. El pis principal s'obre al carrer per mitjà d'una galeria correguda sostinguda per vuit columnes de capitell jònic i fust estriat i amb variats elements vegetals i florals en relleu. Els cossos laterals presenten dos pisos de tribunes de planta poligonal i tancades amb columnes de pedra de capitell jònic.
La primera i la segona planta presenten llurs obertures emmarcades dins de tres grans arcs de mig punt coronats amb pinacles. Les obertures de la primera planta es presenten partides per un mainell en forma de columna jònica que sosté els tres balcons semicirculars de la segona planta. Tant el balcó corregut de la primera planta com els balcons semicirculars de la segona es presenten ornats amb àligues de pedra i gelosies de fosa. La tercera planta presenta, tant en els cossos laterals com en el central, una gran galeria a imitació de les solanes típiques de l'arquitectura barcelonina medieval. Aquesta galeria d'arcs deprimits còncaus sobre pilars columnaris de capitell floral. Llur barana pètria repeteix els motius esculpits en forma de gira-sol presents al pis principal. Sobre aquesta galeria hi ha la barana pètria del terrat, ornada amb dracs alats i pinacles ornats amb les quatre barres i la creu de Sant Jordi amb llurs corones. Tancant aquestes baranes s'alcen els dos cossos de l'àtic en forma de torre: el cos septentrional està flanquejat per columnes de pedra, per bé que la seva estructura està feta de ferro forjat i fusta, en forma de grans vitrines protegides per un fals ràfec de ferro forjat amb ornaments en forma d'heura. El cos meridional, una mica més alt, es presenta com una galeria d'arcs de pedra, i destaca pel gran pinacle coronat per una creu de quatre braços.
El taller és en l'actualitat una botiga de mobles, però conserva en part la seva distribució original, així com els seus elements decoratius. Així, es conserven els terres i escales de marbre blanc, les fusteries a base d'arcs deprimits convexos que compartimenten l'espai, les baranes de forja en forma de coup de fouet i els forjats pintats amb rams de gira-sols.
El vestíbul, amb un complex joc de nivells salvats per escales, també presenta la seva imatge original, combinada amb les obres de remunta del 1912. D'entrada, una gran escala salva el desnivell respecte el replà principal, del que neix, d'una banda, l'escala vers el pis principal i, de l'altra, un segon replà que conté el celobert amb l'escala de veïns i l'ascensor al bell mig. Aquest espai es presenta ricament ornamentat a base de terres i pilastres de marbre blanc i daurat i murs revestits amb plafons de rajola vidrada amb decoracions en forma d'àligues, lleons i rams de cards. Per la seva banda, el sostre de guix també es presenta motllurat. Tanmateix, l'element més destacat d'aquest vestíbul és l'escala vers el pis principal, amb llur barana de marbre blanc amb palmetes esculpides que s'enfilen fins a les llosanes semicirculars de les tribunes d'accés al pis principal. Completant l'aparell decoratiu, cal destacar, també, els vitralls florals que ornamenten totes les obertures del vestíbul i l'escala de veïns.